# Mélèce III de Constantinople
Mélèce III de Constantinople (en grec : Μελέτιος Γ΄, s.d.) fut patriarche de Constantinople en 1845.
Né à Kéa en 1772, il fut protosyncelle du patriarche Agathange Ier de Constantinople, puis évêque d'Amasya entre 1828 et 1830, de Thessalonique entre 1831 et 1841, puis de Cyzique entre 1841 et 1845. Il fut élu patriarche le 18 avril 1845.
Il mourut sept mois après son élection, le 28 novembre 1845.